# Tsutomu Matsuda
Tsutomu Matsuda (松田 勉 Matsuda Tsutomu?), född 5 oktober 1983 i Aichi prefektur, är en japansk före detta fotbollsspelare.
Matsuda började sin karriär 2006 i Ventforet Kofu. Efter Ventforet Kofu spelade han för FC Gifu och FC Kariya. Han avslutade karriären 2008.